# محله مارین پارک (بروکلین)
محله مارین پارک (به انگلیسی: Marine Park) یک منطقهٔ مسکونی در ایالات متحده آمریکا است که در شهر نیویورک بروکلین واقع شده‌است. این محله بین فلت‌لندز (بروکلین) و میل باسین در شرق، و ساحل گریتسن، میدوود، و خلیج شیپس شید در جنوب و غرب قرار دارد. این منطقه عمدتاً با خیابان گریتسن، خیابان فلت بوش، خیابان U و بزرگراه کینگز فاصله دارد. پارک همنام محله، بزرگ‌ترین پارک عمومی در بروکلین است. چارلز داونینگ لی مدال نقره شهرسازی را در المپیک ۱۹۳۶ برای برنامه‌ریزی پارک دریایی به دست آورد. محله مارین پارک ۴۵٬۲۳۱ نفر جمعیت دارد.